# Publio Cornelio Escipión Africano (sacerdote)
Publio Cornelio P.f. P.n. Escipión (vivió alrededor de 211 a. C./205 a. C. – 170 a. C.) fue el hijo mayor de Escipión el Africano y su esposa Emilia Tercia. Fue elegido augur en 180 a. C. Se sabe poco de él, pues no desempeñó ningún alto cargo ni tuvo una célebre carrera pública. Escipión murió joven debido a su mala salud. 
Cicerón comenta esta mala salud, sin entrar en detalles, afirmando que «no debemos reproducir... sus defectos (los de los antepasados)». Añade que el hijo mayor de Escipión el Africano tuvo «una más amplia cultura intelectual» que su padre y que el estado padeció una gran pérdida al no ser capaz de asumir un alto cargo. Elogió su oratoria y una Historia de Grecia. 
Escipión no tuvo descendencia natural. Para arreglarlo según la costumbre romana, adoptó como hijo y heredero a su primo carnal Escipión Emiliano (n. 185 a. C.) quien probablemente había nacido de Lucio Emiliano Paulo, segundo y más joven de los hijos supervivientes de Lucio Emilio Paulo Macedónico y su primera esposa, Papiria Masón. Esta adopción probablemente tuvo lugar después de que su hermano Lucio muriera sin hijos. Después el hijo usó el nombre de Publio Cornelio Escipión Emiliano Africano.

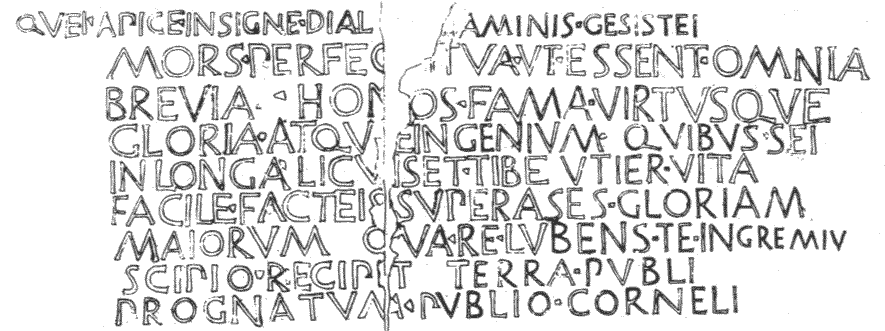
Inscripción de Publio Cornelio Escipión, Flamen Dialis.

Si se admite que una de las inscripciones de la tumba de los Escipiones está dedicada a él, fue también flamen dialis. El texto dice: 

Qui apicem, insigne Dialis flaminis, gessisti, mors perfecit tua, ut essent omnia brevia, honos fama virtusque, gloria atque ingenium. Quibus si in longa licuisset tibe utier vita, facile superasses gloriam maiorum. Quare lubens te in gremiu(m) Scipio, recipit terra, Publi, prognatum Publio, Corneli

Es la tercera inscripción más antigua de esta tumba. Se encuentra en el último tramo del pasillo de la izquierda. La atribución de esta tumba al hijo mayor de Escipión el Africano, no se ha aceptado unánimemente por los pocos testimonios de que se dispone. Podría ser que la inscripción estuviera dedicada a otro miembro de la família (véase Publio Cornelio Escipión (flamen Dialis)). La inscripción que se encuentra en la tumba (una reproducción), cuenta como el difunto consiguió el cargo de flamen dialis así como la brevedad de su vida.